# Doddatharahalli, Krishnarajpet
Doddatharahalli là một làng thuộc tehsil Krishnarajpet, huyện Mandya, bang Karnataka, Ấn Độ.